# Panické Dravce
Panické Dravce (maďarsky Panyidaróc) jsou obec na Slovensku v okrese Lučenec. Leží cca 6 km jižně od Lučence a 3,5 km jihozápadně od Veľké nad Ipľom na silnici II/585. Při sčítání obyvatel, domů a bytů v roce 2011 zde žilo 58,95 % obyvatel slovenské národnosti a 35,4 % obyvatel maďarské národnosti. V obci je římskokatolický kostel Nejsvětější Trojice z roku 1910, který byl postaven na starších základech.

## Historie
První písemná zmínka o obci je z roku 1246, kdy je uvedena pod názvem Draus. V dalších zmínkách se zmiňuje jako Darocz, a to v roce 1488, v roce 1573 jako Panydarocz nebo Pani Darocz. V roku 1773 byla uváděna jako Dravcze. V roce 1920 byla uváděna jako Pani Darovce, Od roku 1927 byla uváděna jako Panitské Dravce, a od roku 1948 se nazývá Panické Dravce.